# Шатокуа (озеро)
Шатокуа (англ. Chautauqua Lake) — озеро в округе Шатокуа, штат Нью-Йорк, США. Площадь водного зеркала — 53,9 км² (13303 акра). Размеры озера — 27 на 3,2 км. Глубина достигает 22,9 м (75 футов). Лежит на высоте 399 м над уровнем моря.
Название озера происходит из ныне вымершего языка эри. Поскольку народ эри потерпел поражение в Бобровых войнах до того, как удалось провести всестороннее исследование их языка, значение названия озера остается неизвестным и является источником предположений. Существует два давних народных перевода: «мешок, завязанный посередине» и «место, откуда вынимают рыбу», причём последний имеет некоторую поддержку, основанную на похожих словах в других ирокезских языках. Легенда племени Сенека, относящаяся, по крайней мере, ко временам сенекийского дипломата Джона Корнплантера Абила, свидетельствует о том, что Шатокуа имело репутацию «места легкой смерти».